# Carmine Amoroso
Carmine Amoroso (Lanciano, 1963) és un guionista i director de cinema italià.

## Biografia
Nascut i criat a Lanciano (província de Chieti), a principis dels anys 80 es va traslladar a Roma, on es va llicenciar en lletres amb una tesi sobre la religiositat al cinema de Pasolini (publicat a Pasolini, diversos autors, editorial Sciascia).
Durant dos anys va ser alumne de l'Escola de Dramatúrgia dirigida per Eduardo De Filippo.
Els seus contes s'han publicat en diverses antologies, com ara: Dodici (Edizione del Giano), Peccati veniali (Coniglio Editore), Qualcuno ha morso il cane (Coniglio Editore), Buon Natale & felice anno nuovo (Castelvecchi Editore), Sorridi, siamo a Roma (Ponte Sisto).
El 1985 va debutar amb el documental I ragazzi su due ruote, seguit l'any següent pel documental sobre el Grande Raccordo Anulare de Roma Gra - Il pianeta anulare, tots dos produïts per Rai 3 i extret de temes de Ugo Pirro.
Del 1986 al 1996 va alternar la seva feina com a ajudant de direcció (Loy, Vanzina, Wertmuller, Risi) amb la de guionista, col·laborant amb Ugo Pirro, Suso Cecchi D'Amico, Leo Welcome i Piero De Bernardi.
El 1992 va escriure la història i el guió de la pel·lícula Parenti serpenti, dirigida per Mario Monicelli i basada en l'obra de teatre del mateix nom. El guió va rebre diversos premis i reconeixements tant a Itàlia com a l'estranger.
El 1996 va debutar com a director amb la pel·lícula Come mi vuoi, amb un argument basat en la transidentitat. El 2007 va fer el seu segon llargmetratge, Cover-boy.
L'any 2009 va escriure el tema del documental Sound of Morocco produït i distribuït per Cinecittà Luce, presentat al IV Festival Internacional de Cinema de Roma.
El 2016 va dirigir el documental Porno e libertà, es va estrenar al Festival de Cinema de Rotterdam. Venut a més de 30 països, va guanyar el Nastro d'argento 2017 com a millor documental.

## Filmografia

### Director
- I ragazzi su due ruote - documental (1985)
- GRA. Il pianeta anulare - documental TV (1986)
- Come mi vuoi (1996)
- Cover-boy (2007)
- Porno e libertà - documental (2016)

### Guionista
- GRA. Il pianeta anulare - documental TV (1986)
- Parenti serpenti (1992) de Mario Monicelli
- Come mi vuoi (1996)
- Cover-boy (2007)
- Porno e libertà - documental (2016)